# Pseudocyba
Pseudocyba là một chi nhện trong họ Linyphiidae.